# Puchar Polski w piłce nożnej (1981/1982)
Puchar Polski w piłce nożnej mężczyzn w sezonie 1981/1982 – 28. edycja rozgrywek, mających na celu wyłonienie zdobywcy Pucharu Polski, który uzyska tym samym prawo gry w Pucharze Zdobywców Pucharów w sezonie 1982/83. Zwycięzcą rozgrywek został Lech Poznań, dla którego był to pierwszy Puchar Polski w historii klubu. 
Mecz finałowy odbył się 19 maja 1982 na Stadionie przy Oporowskiej we Wrocławiu. 

## I runda
| Drużyna 1                   | Wynik          | Drużyna 2                    |
| --------------------------- | -------------- | ---------------------------- |
| Polonia Łaziska Górne       | 2:0            | ŁTS Łabędy                   |
| LZS Grudynia                | 4:3            | Sparta Zabrze                |
| Orzeł Wieprz                | 1:7            | AKS Niwka                    |
| Stal Gorzyce                | 1:0            | Górnik 09 Mysłowice          |
| Wda Świecie                 | 2:3 pd.        | Polonia Bydgoszcz            |
| Chojniczanka Chojnice       | 6:1            | Wisła Tczew                  |
| Śniardwy Orzysz             | 1:2 pd.        | Stomil Olsztyn               |
| Legia Chełmża               | 2:3 pd.        | Gwardia Szczytno             |
| Warmia Olsztyn              | 0:0 pd. k. 2:4 | Chemik Bydgoszcz             |
| LZS Wicher Kłodzino         | 3:0            | Pomorzanin Toruń             |
| Wełna Rogoźno               | 0:4            | Mieszko Gniezno              |
| Warta II Poznań             | 0:3            | Lechia Zielona Góra          |
| Czarni Żagań                | 6:0            | Polonia Piła                 |
| Admira Poznań               | 0:2 pd.        | Warta Poznań                 |
| Siarka II Tarnobrzeg        | 2:0            | Budowlani Lublin             |
| Zagłębie Lubin              | 2:1            | Śląsk II Wrocław             |
| Polonia Leszno              | 3:4            | Ostrovia Ostrów Wielkopolski |
| Kuźnia Jawor                | 4:3 pd.        | Miedź Legnica                |
| Wisła II Tczew              | 0:5            | Olimpia Elbląg               |
| Żuławy Nowy Dwór Gdański    | 2:5            | MRKS Gdańsk                  |
| Dalin Myślenice             | 3:1            | Garbarnia Kraków             |
| Puszcza Niepołomice         | 2:3            | Karpaty Krosno               |
| Bocheński KS                | 0:2            | Glinik Gorlice               |
| Poprad Rytro                | 0:2            | Sandecja Nowy Sącz           |
| Stal II Rzeszów             | 3:0            | Stal Nowa Dęba               |
| Pogoń Lubaczów              | 6:3 pd.        | Wisłoka Dębica               |
| Tomasovia Tomaszów Lubelski | 0:3 w/o        | Siarka Tarnobrzeg            |
| Jagiellonia II Białystok    | 3:1            | Wigry Suwałki                |
| Budowlani Wrocław           | 1:2            | Pafawag Wrocław              |
| Bielawianka Bielawa         | 4:2            | Metal Kluczbork              |
| Gryf Gryfów Śląski          | 0:0 pd. k. 4:2 | Odra Wodzisław Śląski        |
| KKS 1925 Kalisz             | 1:2 pd.        | Chrobry Głogów               |
| Odra II Opole               | 1:3            | Raków II Częstochowa         |
| Błękitni II Kielce          | 2:1            | Lublinianka Lublin           |
| Fadom Nowogród Bobrzański   | 2:3 pd.        | Arka Nowa Sól                |
| Wielim Szczecinek           | 1:0            | Błękitni Stargard            |
| Wybrzeże Objazda            | 0:4            | Gryf Słupsk                  |
| Bałtyk II Gdynia            | 4:1            | Gedania Gdańsk               |
| MKS Trzebinia-Siersza       | 1:2            | Małapanew Ozimek             |
| Skra Częstochowa            | 3:2            | Motor Praszka                |
| Cukrownik Chybie            | 0:5            | Urania Ruda Śląska           |
| Baszta Zawada               | 1:8            | Avia Świdnik                 |
| Zadrzew Zawadówka           | 1:3            | Igloopol Dębica              |
| MKS Ciechanów               | 0:3            | Polonia Warszawa             |
| Widzew II Łódź              | 2:1 pd.        | Korona Kielce                |
| Start Łódź                  | 0:4            | Włókniarz Pabianice          |
| Włocłavia Włocławek         | 2:0 pd.        | Boruta Zgierz                |
| Orkan Sochaczew             | 1:0            | Orzeł Wierzbica              |
| RKS II Ursus                | 3:0            | Orzeł II Wierzbica           |
| Pogoń Zduńska Wola          | 0:3            | Lechia Tomaszów Mazowiecki   |
| Orlicz Suchedniów           | 1:1 pd. k. 8:7 | RKS Radomsko                 |
| Czarni 1910 Jasło           | 3:1            | Stal Niewiadów               |
| Górnik Konin                | 0:1            | Unia Skierniewice            |
| Wisła Puławy                | 1:0            | Hutnik Warszawa              |
| Narew Ostrołęka             | 4:2            | Mazur Ełk                    |
| Orzeł Kolno                 | 3:3 pd. k. 4:2 | Polonez Warszawa             |
| Podlasie Biała Podlaska     | 3:0            | Pogoń Siedlce                |
| Wisła II Płock              | 1:0            | AZS AWF Warszawa             |
| Wisła II Kraków             | 6:6 pd. k. 4:2 | BKS Stal Bielsko-Biała       |
| Walka Makoszowy             | 1:3            | GKS Jastrzębie               |
| Ruch Radzionków             | 3:4            | Lechia Piechowice            |
| Pogoń Barlinek              | 1:2            | Celuloza Kostrzyn            |

## II runda
| Drużyna 1                | Wynik          | Drużyna 2                    |
| ------------------------ | -------------- | ---------------------------- |
| LZS Wicher Kłodzino      | 1:6            | Arka Nowa Sól                |
| Wielim Szczecinek        | 3:0            | Czarni Żagań                 |
| Zagłębie Lubin           | 1:1 pd. k. 3:2 | Ostrovia Ostrów Wielkopolski |
| Kuźnia Jawor             | 6:4            | Gryf Gryfów Śląski           |
| Bałtyk II Gdynia         | 0:5            | Chojniczanka Chojnice        |
| Orkan Sochaczew          | 0:2            | Wisła II Płock               |
| Błękitni II Kielce       | 0:1            | Włókniarz Pabianice          |
| Orlicz Suchedniów        | 2:2 pd. k. 4:5 | Widzew II Łódź               |
| RKS II Ursus             | 0:2            | Podlasie Biała Podlaska      |
| Lechia Piechowice        | 3:4 pd.        | Małapanew Ozimek             |
| Skra Częstochowa         | 2:3            | AKS Niwka                    |
| Wisła II Kraków          | 2:1            | Glinik Gorlice               |
| Stal II Rzeszów          | 0:1            | Sandecja Nowy Sącz           |
| Czarni 1910 Jasło        | 1:2            | Pogoń Lubaczów               |
| Wisła Puławy             | 3:0            | Siarka II Tarnobrzeg         |
| Igloopol Dębica          | 1:0 pd.        | Stal Gorzyce                 |
| Orzeł Kolno              | 3:0            | Siarka Tarnobrzeg            |
| Narew Ostrołęka          | 6:0            | Chemik Bydgoszcz             |
| Włocłavia Włocławek      | 1:2            | Lechia Tomaszów Mazowiecki   |
| Bielawianka Bielawa      | 1:2            | Unia Skierniewice            |
| Jagiellonia II Białystok | 2:1            | Polonia Warszawa             |
| Okęcie Warszawa          | 2:5            | Stomil Olsztyn               |
| Chrobry Głogów           | 3:2 pd.        | Pafawag Wrocław              |
| Karpaty Krosno           | 1:2            | Avia Świdnik                 |
| Dalin Myślenice          | 4:4 pd. k. 4:3 | Podlasie Biała Podlaska      |
| Polonia Łaziska Górne    | 1:0            | Raków II Częstochowa         |
| Gryf Słupsk              | 2:1            | Warta Poznań                 |
| Gwardia Szczytno         | 5:0            | MRKS Gdańsk                  |
| Olimpia Elbląg           | 2:1            | Polonia Bydgoszcz            |
| LZS Grudynia             | 2:7            | GKS Jastrzębie               |
| Celuloza Kostrzyn        | 2:2 pd. k. 1:3 | Mieszko Gniezno              |
| Lechia Zielona Góra      | 2:1            | Kluczevia Stargard           |

## III runda
| Drużyna 1                  | Wynik           | Drużyna 2                      |
| -------------------------- | --------------- | ------------------------------ |
| AKS Niwka                  | 4:1             | GKS Tychy                      |
| Polonia Łaziska Górne      | 1:0 pd.         | ROW Rybnik                     |
| Jagiellonia II Białystok   | 1:0             | Polonia Bytom                  |
| Małapanew Ozimek           | 2:5             | Piast Gliwice                  |
| Igloopol Dębica            | 2:3             | Concordia Knurów               |
| Dalin Myślenice            | 0:2             | Cracovia                       |
| Wielim Szczecinek          | 0:3             | Stilon Gorzów Wielkopolski     |
| Zagłębie Lubin             | 1:0             | Górnik Wałbrzych               |
| Kuźnia Jawor               | 0:6             | Zagłębie Wałbrzych             |
| Chojniczanka Chojnice      | 1:1 pd. k. 6:5  | Stoczniowiec Gdańsk            |
| Lechia Tomaszów Mazowiecki | 2:4             | Błękitni Kielce                |
| Wisła II Płock             | 0:0 pd. k. 4:3  | Broń Radom                     |
| Widzew II Łódź             | 0:3             | Radomiak Radom                 |
| Wisła II Kraków            | 1:3             | Hutnik Nowa Huta               |
| Sandecja Nowy Sącz         | 2:3             | Stal Stalowa Wola              |
| Pogoń Lubaczów             | 1:5             | Stal Rzeszów                   |
| Avia Świdnik               | 2:0             | Resovia                        |
| Olimpia Elbląg             | 2:0             | Lechia Gdańsk                  |
| Gryf Słupsk                | 1:0 pd.         | Olimpia Poznań                 |
| Lechia Zielona Góra        | 1:2 pd.         | Stal Szczecin                  |
| GKS Jastrzębie             | 2:1             | GKS Katowice                   |
| Chrobry Głogów             | 2:0             | Kryształ Stronie Śląskie       |
| Unia Skierniewice          | 1:1 pd. k. 10:9 | Moto Jelcz Oława               |
| Włókniarz Pabianice        | 1:0             | Concordia Piotrków Trybunalski |
| Narew Ostrołęka            | 0:5             | RKS Ursus                      |
| Stomil Olsztyn             | 1:2             | Wisła Płock                    |
| Podlasie Biała Podlaska    | 9:1             | Jagiellonia Białystok          |
| Wisła Puławy               | 5:0             | Star Starachowice              |
| Orzeł Kolno                | 1:4             | Gwardia Warszawa               |
| Arka Nowa Sól              | 1:0             | Arkonia Szczecin               |
| Gwardia Szczytno           | 1:0             | Gwardia Koszalin               |
| Mieszko Gniezno            | 2:4             | Pogoń Szczecin                 |

## IV runda
| Drużyna 1                | Wynik   | Drużyna 2                  |
| ------------------------ | ------- | -------------------------- |
| GKS Jastrzębie           | 1:2     | Zagłębie Wałbrzych         |
| Polonia Łaziska Górne    | 3:1     | Concordia Knurów           |
| Wisła Puławy             | 0:1     | Avia Świdnik               |
| Chrobry Głogów           | 2:0     | Zagłębie Lubin             |
| Błękitni Kielce          | 2:0 pd. | Radomiak Radom             |
| Arka Nowa Sól            | 1:2     | Stilon Gorzów Wielkopolski |
| Chojniczanka Chojnice    | 2:1     | Gryf Słupsk                |
| Olimpia Elbląg           | 1:3     | Wisła Płock                |
| Unia Skierniewice        | 1:3     | Włókniarz Pabianice        |
| AKS Niwka                | 0:1     | Piast Gliwice              |
| Stal Stalowa Wola        | 4:0     | Cracovia                   |
| Gwardia Szczytno         | 2:0     | RKS Ursus                  |
| Stal Rzeszów             | 2:1     | Hutnik Nowa Huta           |
| Jagiellonia II Białystok | 2:1 pd. | Podlasie Biała Podlaska    |
| Pogoń Szczecin           | 3:1 pd. | Stal Szczecin              |
| Wisła II Płock           | 0:4     | Gwardia Warszawa           |

## 1/16 finału
Do rywalizacji dołączyły zespoły z I ligi.
| Drużyna 1                  | Wynik          | Drużyna 2          |
| -------------------------- | -------------- | ------------------ |
| Piast Gliwice              | 0:2            | Górnik Zabrze      |
| Jagiellonia II Białystok   | 1:2            | Legia Warszawa     |
| Chojniczanka Chojnice      | 1:2            | Widzew Łódź        |
| Włókniarz Pabianice        | 0:0 pd. k. 4:5 | Arka Gdynia        |
| Stal Rzeszów               | 2:0            | Stal Mielec        |
| Stilon Gorzów Wielkopolski | 1:4            | Lech Poznań        |
| Błękitni Kielce            | 0:1            | ŁKS Łódź           |
| Gwardia Warszawa           | 3:1            | Zawisza Bydgoszcz  |
| Zagłębie Wałbrzych         | 3:0            | Ruch Chorzów       |
| Pogoń Szczecin             | 2:1 pd.        | Odra Opole         |
| Chrobry Głogów             | 0:2            | Wisła Kraków       |
| Stal Stalowa Wola          | 1:6            | Motor Lublin       |
| Gwardia Szczytno           | 1:0            | Bałtyk Gdynia      |
| Wisła Płock                | 0:2            | Śląsk Wrocław      |
| Polonia Łaziska Górne      | 0:2            | Zagłębie Sosnowiec |
| Avia Świdnik               | 2:1 pd.        | Szombierki Bytom   |

## 1/8 finału
| Drużyna 1        | Wynik          | Drużyna 2          |
| ---------------- | -------------- | ------------------ |
| Gwardia Warszawa | 1:2            | Górnik Zabrze      |
| Legia Warszawa   | 1:2            | Arka Gdynia        |
| Lech Poznań      | 3:0            | Zagłębie Sosnowiec |
| Stal Rzeszów     | 0:2            | Wisła Kraków       |
| Pogoń Szczecin   | 3:2            | Zagłębie Wałbrzych |
| Avia Świdnik     | 1:1 pd. k. 5:6 | Motor Lublin       |
| Gwardia Szczytno | 0:2            | ŁKS Łódź           |
| Widzew Łódź      | 1:0            | Śląsk Wrocław      |

## Ćwierćfinały
| Drużyna 1      | Wynik          | Drużyna 2    |
| -------------- | -------------- | ------------ |
| Motor Lublin   | 0:3            | Arka Gdynia  |
| Górnik Zabrze  | 2:1            | ŁKS Łódź     |
| Lech Poznań    | 1:1 pd. k. 5:4 | Widzew Łódź  |
| Pogoń Szczecin | 2:1            | Wisła Kraków |

## Półfinały
| Drużyna 1      | Wynik   | Drużyna 2     |
| -------------- | ------- | ------------- |
| Lech Poznań    | 2:0     | Arka Gdynia   |
| Pogoń Szczecin | 2:1 pd. | Górnik Zabrze |

## Finał
| 19 maja 1982 17:00 | Lech Poznań · Okoński 37' | 1:0Raport | Pogoń Szczecin | Stadion Śląska Wrocław, Wrocław Widzów: 15 000 Sędzia: Aleksander Suchanek (Kraków) |
|                    |                           |           |                |                                                                                     |

| Lech Poznań:     |  |                      |              |
|                  |  |                      |              |
| BR               |  | Piotr Mowlik         |              |
| OB               |  | Hieronim Barczak     |              |
| PO               |  | Marek Skurczyński    |              |
| OB               |  | Krzysztof Pawlak     |              |
| OB               |  | Andrzej Strugarek    | Żółta kartka |
| PO               |  | Józef Adamiec        |              |
| PO               |  | Bogusław Oblewski    |              |
| OB               |  | Józef Szewczyk       |              |
| PO               |  | Jerzy Krzyżanowski   |              |
| NA               |  | Mariusz Niewiadomski |              |
| NA               |  | Mirosław Okoński     |              |
| Zmiany:          |  |                      |              |
| Trener:          |  |                      |              |
| Wojciech Łazarek |  |                      |              |

| Pogoń Szczecin: |  |                      |  |     |
|                 |  |                      |  |     |
| BR              |  | Marek Szczech        |  |     |
| OB              |  | Marek Ostrowski      |  |     |
| OB              |  | Zbigniew Kozłowski   |  |     |
| OB              |  | Kazimierz Sokołowski |  |     |
| OB              |  | Zbigniew Czepan      |  |     |
| PO              |  | Marek Włoch          |  |     |
| PO              |  | Leszek Piekarczyk    |  | 45' |
| PO              |  | Leszek Wolski        |  |     |
| PO              |  | Jarosław Biernat     |  |     |
| NA              |  | Zbigniew Stelmasiak  |  |     |
| NA              |  | Janusz Turowski      |  |     |
| Zmiany:         |  |                      |  |     |
| PO              |  | Andrzej Krawczyk     |  | 46' |
| Trener:         |  |                      |  |     |
| Jerzy Kopa      |  |                      |  |     |

| Puchar Polski w piłce nożnej 1981/1982 Zwycięzcy |
| ------------------------------------------------ |
| Lech Poznań 1. Tytuł                             |